# Saison 1 de Doctor Who, troisième série
Cet article concerne la troisième série. Pour les autres séries, voir Saison 1 de Doctor Who, première série et Saison 1 de Doctor Who, deuxième série.
Cet article présente les épisodes de la première saison de la troisième série télévisée britannique Doctor Who. Elle est la première saison du Quinzième Docteur, interprété par l'acteur britannico-rwandais Ncuti Gatwa et également du personnage de Ruby Sunday interprétée par l'actrice britannique Millie Gibson. Son personnage a été révélé lors du Children in Need le 18 novembre 2022.
Avec l'arrivée de Disney+, le compte des saisons recommence à partir de zéro, mentionné par Russell T. Davies comme étant un 'reset / soft-reboot', . Si la saison reste communément considérée comme la Saison 14 de la série de 2005, elle est toutefois répertoriée comme Saison 1 par le BBC iPlayer et Disney+.
Chronologie
60e Anniversaire - Spéciaux Saison 2
Le tournage de la Saison 1 débute le 5 décembre 2022, pour une diffusion prévue le 25 décembre 2023 avec un épisode spécial ⁣⁣Noël⁣⁣, puis une diffusion complète de la saison à partir du 11 mai 2024 jusqu'au 22 juin 2024. Le nombre d'épisodes de cette saison et des saisons à venir a été statué à 8 épisodes plus un épisode spécial Noël, pour un total de 9 épisodes par saison et par an.
Cette saison marque le retour de Russell T Davies en tant que scénariste en chef et producteur exécutif, dont le retour fut annoncé en septembre 2021. C'est également la première saison à être diffusée dans le cadre officiel de l'univers partagé Whoniverse, et constitue la quarantième saison au total.

## Synopsis
Après avoir subi une bi-génération au cours des épisodes spéciaux du 60ᵉ anniversaire de la série dans l'épisode Le Fabricant de Jouets, le Quinzième Docteur, interprété par Ncuti Gatwa fait la connaissance de Ruby Sunday, au cours de la période de Noël, une jeune fille de 19 ans interprétée par Millie Gibson qui ne sait ni par qui ni pourquoi elle a été abandonnée au pied d'une église la veille de Noël.
Au cours de leurs aventures, le Docteur et Ruby vont faire la rencontre de nouvelles entités plus fortes les unes que les autres telles que des Gobelins (L'église de Ruby Road), le Bogeyman (Les Bébés de l'Espace), Maestro (L'Accord du Diable) ou encore Jack le Fou (73 Yards), mais aussi faire face à un algorithme défectueux (BOUM), des larves mangeuses d'ados (Œil et Cerveau Bulle) ou encore un bel inconnu dénommé Rogue, interprété par Jonathan Groff (Rogue). Le Docteur et Ruby vont aussi revoir d'anciens visages connus tels que Rose Noble (Yasmin Finney), Kate Lethbridge-Stewart (Jemma Redgrave) ou encore Melanie 'Mel' Bush (Bonnie Langford) durant leurs voyages.
Cependant, le Docteur et Ruby semblent être suivis au cours de leurs aventures par une étrange femme qui, bizarrement, incarne ces différents moments dans ses rêves. Elle donne également l'impression d'être à la tête de la "Technologie S TRIAD" mais une immense entité a l'air être derrière tout ça. Qui est Susan Triad ? (La Légende de Ruby Sunday). D'un autre côté, le secret autour de la naissance de Ruby et de son abandon à Noël semble cacher quelque chose de gros. Qui est la mère de Ruby ? (L'Empire de Mort)

## Distribution

### Acteurs principaux
- Ncuti Gatwa (VFB : Maxime Van Santfoort) : Quinzième Docteur
- Millie Gibson (VFB : Marie Braam) : Ruby Sunday

### Acteurs récurrents
- Susan Twist (VFB : Rosalia Cuevas) : Femme en soirée (Spécial Noël) / Officière de Communication Gina Scalzi (Épisode 1) / Serveuse de thé (Épisode 2) / Ambulancière (Épisode 3) / Promeneuse (Épisode 4) / Penny Pepper-Bean (Épisode 5) / Le Portrait (Épisode 6) / Susan Triad (Épisode 7 et Épisode 8)
- Michelle Greenidge (VFB : Bernadette Mouzon) : Carla Sunday, mère adoptive de Ruby (Spécial Noël, Épisode 1, Épisode 4, Épisode 6, Épisode 7 et Épisode 8)
- Angela Wynter (VFB : Francine Laffineuse) : Cherry Sunday, mère de Carla (Spécial Noël, Épisode 1, Épisode 4, Épisode 7 et Épisode 8)
- Anita Dobson (VFB : Myriam Thyrion) : Mrs Flood, voisine des Sunday (Spécial Noël, Épisode 4, Épisode 7 et Épisode 8)
- Jemma Redgrave (VFB : Stéphane Excoffier) : Kate Lethbridge-Stewart (Épisode 4, Épisode 7 et Épisode 8)
- Yasmin Finney (VFB : Ludivine Deworst) : Rose Noble (Épisode 7 et Épisode 8)
- Bonnie Langford (VFB : Léonce Wapelhorst) : Mel Bush (Épisode 7 et Épisode 8)
- Lenny Rush (VFB : Aidan Schlick) : Morris Gibbons (Épisode 7 et Épisode 8)
- Aidan Cook (corps) / Nicholas Briggs (voix) (VFB : Eddy Mathieu) : Le Vlinx (Épisode 7 et Épisode 8)
- Alexander Devrient (VFB : David Macaluso) : Colonel Ibrahim (Épisode 7 et Épisode 8)
- Gabriel Woolf (VFB : Claudio Dos Santos) : Voix de Sutekh (Épisode 7 et Épisode 8 )

### Acteurs secondaires
- Davina McCall (VFB : Léone François) : Elle-même (Spécial Noël)
- Hemi Yeroham (VFB : Cédric Cerbara) : Abdul (Spécial Noël)
- Mary Malone (VFB : Manu Hennebert) : Trudy
- Golda Rosheuvel (VFB : Valérie Lemaître) : Jocelyn Sancerre (Épisode 1)
- Mason McCumskey  : Eric (Épisode 1)
- Sienna-Robyn Mavanga-Phipps  : Poppy (Épisode 1)
- Jesus Reyes Ortiz (VFB : Olivier Prémel) : Rico Trieste (Épisode 1)
- Yasmine Bouabid  : Lucia Colasanto (Épisode 1)
- Robert Strange : Croque-mitaine (Épisode 1)
- Jinkx Monsoon (VFB : Emmanuel Dell'Erba) : Maestro[5] (Épisode 2)
- Jeremy Limb : Timothy Drake (Épisode 2)
- Kit Rakusen : Henry Harbinger (Épisode 2)
- Sherinne Kayra Anderson  : Femme au chariot à thé (Épisode 2)
- Chris Mason (VFB : Fabian Finkels) : John Lennon (Épisode 2)
- George Caple (VFB : Ilyas Mettioui) : Paul McCartney (Épisode 2)
- James Hoyles : Ringo Starr (Épisode 2)
- Phillip Davies : George Harrison (Épisode 2)
- Ed White : George Martin (Épisode 2)
- Chan Shoker  : Producteur Studio (Épisode 2)
- Josie Sedgwick-Davies : Cilla Black (Épisode 2)
- Simon Jason-Smith (VFB : Claudio Dos Santos) : Vinnie (Épisode 2)
- Laura June Hudson : Femme âgée (Épisode 2)
- Murray Gold : lui-même (Épisode 2)
- Shirley Ballas : elle-même (Épisode 2)
- Johannes Radebe : lui-même (Épisode 2)
- Joe Anderson (VFB : Simon Duprez) : John Francis Vater (Épisode 3)
- Caoilinn Springall (VFB : Pauline Haùgness) : Splice Alison Vater (Épisode 3)
- Varada Sethu (VFB : Fanny Dreiss) : Mundy Flynn (Épisode 3)
- Majid Mehdizadeh-Valoujerdy : Carson (Épisode 3)
- Bhav Joshi (VFB : Olivier Prémel) : Canterbury James Olliphant (Épisode 3)
- Dame Siân Phillips (VFB : Françoise Villers) : Enid Meadows[6] (Épisode 4)
- Aneurin Barnard (VFB : Fabian Finckles) : Roger ap Gwilliam (Épisode 4)
- Maxine Evans (VFB : Muriel Bersy) : Lowri Palin (Épisode 4)
- Hilary Hobson : 'The Woman' (Épisode 4)
- Sion Pritchard : Joshua Steele (Épisode 4)
- Gwion Morris Jones: Ifor Jones (Épisode 4)
- Elan Davies  : 'Thin Lucy' (Épisode 4)
- Glyn Pritchard : Eddie Jones (Épisode 4)
- Miles Yekinni : Craig Deloach (Épisode 4)
- Graham Butler  ː Frank Hinchey (Épisode 4)
- Ali Ariaie  ː Sanjay Miah (Épisode 4)
- Albey Brookes  ː Rufus Bray (Épisode 4)
- Amol Rajan  ː lui-même (Épisode 4)
- Sophie Ablett  ː Marti Bridges (Épisode 4)
- Shane David-Joseph  ː Akhim Patil (Épisode 4)
- Rhyanna Alexander-Davis  ː Elizabeth Campbell (Épisode 4)
- Vee Vimolmal  : Infirmière (Épisode 4)
- Caillie Cooke (VFB : Lenaic Brulé)⁣ : Lindy Pepper-Bean (Épisode 5)
- Tom Rhys Harries (VFB : Grégory Praet) : Ricky September (Épisode 5)
- Eilidh Loan : Cooper Mercy (Épisode 5)
- Aldous Ciokajlo Squire : Harry Tendency (Épisode 5)
- Niamh Lynch (VFB : Élisabeth Guinand) : Hoochy Pie (Épisode 5)
- Millie Kent  : Valerie Nook (Épisode 5)
- Billy Brayshaw : Blake Very Blue (Épisode 5)
- Pete MacHale : Gothic Paul (Épisode 5)
- Max Boast : Dr. Pee (Épisode 5)
- Elloise Bennett : Jumelle Rotterdam 1 (Épisode 5)
- Olivia Bennett : Jumelle Rotterdam 2 (Épisode 5)
- Jack Forsyth-Noble : Météorologue Will (Épisode 5)
- Milo Callaghan : Alan K. Sullivan (Épisode 5)
- Ellie Grace-Cashin : Suzie Pentecost (Épisode 5)
- Jamie Barnard  : Brewster Cavendish (Épisode 5)
- Jonathan Groff (VFB : Quentin Minon) : Rogue (Épisode 6)
- Indira Varma (VFB : Nathalie Hugo) : La Duchesse de Pemberton (Épisode 6)
- Richard E. Grant : Shalka-Docteur (caméo) (Épisode 6)
- Paul Forman (VFB : Laurent Bonnet): Lord Barton (Épisode 6)
- Camilla Aiko (VFB : Léna Ikeda) : Emily Beckett (Épisode 6)
- Maxim Ays  : Lord Galpin (Épisode 6)
- Debra Baker  : Gouvernante (Épisode 6)
- Ashley Campbell  : Majordome (Épisode 6)
- Nancy Brabin-Platt  : Miss Talbot (Épisode 6)
- David Charles  : Mr Price (Épisode 6)
- Fela Lufadeju  : Bailey Sinclair (Épisode 7)
- Tachia Newall  : Colonel Chidozie (Épisode 7)
- Genesis Lynea : Harriet (Épisode 7 et Épisode 8)
- Jasmine Bayes  : Caporal Sullivan (Épisode 7 et Épisode 8)
- Sian Clifford  : Femme bienveillante (Épisode 8)

## Production
La pré-production de la saison commence le 26 septembre 2022 et le tournage le 5 décembre 2022.
Le nom des différents réalisateurs est annoncé dans la foulée : Julie Anne Robinson pour les épisodes 1 et 3 ; Dylan Holmes Williams pour les épisodes 4 et 5 ; Ben Chessell pour les épisodes 2 et 6 et Jamie Donoughue pour les deux derniers épisodes de la saison. Il est aussi annoncé que, Mark Tonderai, qui avait précédemment réalisé les épisodes Le Monument Fantôme et Rosa,  réaliserait quant à lui l'épisode spécial de Noël.
Le 24 octobre 2023, il est révélé que deux scénaristes, Kate Herron et Briony Redman, ont co-écrit un épisode de la saison 1. Kate Herron confirme par la suite avoir co-écrit, avec Briony Redman, l'épisode 6.
Le tournage de la Saison 1 s’achève le 15 juillet 2023.

### Réalisation
| Block | Épisodes                                  | Réalisé par           | Écrit par                    | Produit par |
| ----- | ----------------------------------------- | --------------------- | ---------------------------- | ----------- |
| 1     | 73 Yards (Épisode 4)                      | Dylan Holmes Williams | Russell T Davies             | Vicki Delow |
| 1     | Œil et Cerveau Bulle (Épisode 5)          | Dylan Holmes Williams | Russell T Davies             | Vicki Delow |
| 2     | L'église de Ruby Road (Spécial Noël 2023) | Mark Tonderai         | Russell T Davies             | Chris May   |
| 3     | Les Bébés de l'Espace (Épisode 1)         | Julie Anne Robinson   | Russell T Davies             | Vicki Delow |
| 3     | BOUM (Épisode 3)                          | Julie Anne Robinson   | Steven Moffat                | Vicki Delow |
| 4     | L'Accord du Diable (Épisode 2)            | Ben Chessell          | Russell T Davies             | Chris May   |
| 4     | Rogue (Épisode 6)                         | Ben Chessell          | Kate Herron et Briony Redman | Chris May   |
| 5     | La Légende de Ruby Sunday (Épisode 7)     | Jamie Donoughue       | Russell T Davies             | Vicki Delow |
| 5     | L'Empire de Mort (Épisode 8)              | Jamie Donoughue       | Russell T Davies             | Vicki Delow |

## Diffusion
La Saison 1 commence sa diffusion avec un épisode spécial Noël le 25 décembre 2023, et une diffusion complète de la saison à partir du 11 mai 2024 avec 2 épisodes disponibles puis un épisode par semaine jusqu'au 22 juin 2024 sur BBC iPlayer au Royaume-Uni et sur Disney+ à l'international, en simultané, dès 1h du matin en France puis une diffusion télé sur BBC One le soir même.

### Résumé des épisodes
| N° Hist. | N° Ep.  | Titre                     | Réalisé par           | Écrit par                    | Diffusion originale | Diffusion française (Sur Disney+) | Audience |
| Spécial | Spécial | Spécial                   | Spécial               | Spécial                      | Spécial             | Spécial                           | Spécial  |
| --- | ------- | ------------------------- | --------------------- | ---------------------------- | ------------------- | --------------------------------- | -------- |
| 304 | —       | L'église de Ruby Road     | Mark Tonderai         | Russell T Davies             | 25 décembre 2023    | 25 décembre 2023                  | 7.49     |
| Il y a dix-neuf ans, une femme encapuché abandonne un bébé devant une église. De nos jours, l’enfant trouvée, Ruby Sunday, tente de retrouver ses parents biologiques à l’aide d’un test ADN, en vain. Après une interview avec Davina McCall, Ruby se retrouve à plusieurs reprises confrontée à une malchance anormale et a plusieurs rencontres avec le Quinzième Docteur. Après que sa mère adoptive, Carla, ait accueilli un autre bébé, Ruby voit des gobelins kidnapper le bébé et monte à bord de leur vaisseau volant pour tenter de la sauver, rencontrant à nouveau le Docteur. Retenu captif par les gobelins, le Docteur révèle que les gobelins ont manipulé le temps pour provoquer la malchance de Ruby et se nourrir de coïncidences, à savoir Ruby et le bébé partageant un anniversaire la veille de Noël. Le Docteur et Ruby sauvent le bébé in extremis d'être mangé par les gobelins et la ramènent chez Carla. Cependant, les coïncidences liant le Docteur et Ruby ensemble conduisent les gobelins à voyager dans le temps et à manger Ruby alors qu'ils étaient bébé. Le Docteur utilise le TARDIS pour voyager dix-neuf ans en arrière et sauver Ruby alors qu'elle était bébé, détruisant ainsi les gobelins et leur vaisseau. Revenant à nos jours, le Docteur retrouve Ruby mais part dans le TARDIS. Cependant, Ruby en déduit que le Docteur est un voyageur temporel et décide de l'accompagner. |         |                           |                       |                              |                     |                                   |          |
| Saison |         |                           |                       |                              |                     |                                   |          |
| 305 | 1       | Les Bébés de l'Espace     | Julie Anne Robinson   | Russell T Davies             | 11 mai 2024         | 11 mai 2024                       | 4.01     |
| Le Docteur emmène Ruby dans une station spatiale du futur en orbite autour d'une autre planète. Après avoir découvert un monstre dans les ponts inférieurs de la station, les deux amis découvrent un équipage de bébés parlants qui conduisent le navire dans les niveaux supérieurs. Après avoir confondu le Docteur et Ruby avec leurs parents, l'équipage explique qu'ils sont seuls depuis six ans, sous la garde de NAN-E, qui se révèle être Jocelyn, le dernier membre de l'équipage d'origine de la station à être resté lorsque l'équipage a reçu l'ordre d'abandonner la station. Le Docteur et Ruby enquêtent sur la créature, surnommée le Bogeyman, et apprennent qu'elle a été génétiquement cultivée à partir des restes de mucus de bébé, tout comme les bébés ont été élevés par le navire. Jocelyn tente d'éjecter la créature d'un sas, mais Ruby et le Docteur l'arrêtent. Ensuite, le Docteur répare la station et permet à Jocelyn, aux bébés et au croque-mitaine de se diriger vers leur nouvelle maison. Il invite Ruby à l'accompagner officiellement mais la prévient qu'il ne pourra jamais la ramener au jour de sa naissance. Ruby demande alors à retourner voir Carla et Cherry, alors que le Docteur commence à scanner l'ADN de Ruby. |         |                           |                       |                              |                     |                                   |          |
| 306 | 2       | L'Accord du Diable        | Ben Chessell          | Russell T Davies             | 11 mai 2024         | 11 mai 2024                       | 3.91     |
| En 1925, un professeur de musique montre à son élève « l'accord du diable », qui invoque un être appelé Maestro, qui consume l'âme du professeur. À la demande de Ruby, le Docteur l'emmène en 1963 pour voir les Beatles enregistrer leur premier album aux studios d'enregistrement EMI. Ils découvrent par John Lennon et Paul McCartney que le groupe, ainsi que le reste du monde , a perdu le goût de la musique, dont le Docteur craint qu'elle ne modifie l'avenir de l'humanité. Le Docteur demande à Ruby de jouer une chanson, attirant l'attention de Maestro, qui consomme la musique de tous les humains. Après s'être échappé de Maestro, le Docteur emmène Ruby dans le présent, découvrant le monde dans un hiver nucléaire. Maestro apparaît, se révélant comme l'enfant du Fabricant de Jouets, avec des pouvoirs similaires en matière de musique. Maestro prend le contrôle du TARDIS, obligeant le Docteur à retourner aux studios en 1963. Là, Le Docteur et Ruby tentent de trouver l'accord perdu qui bannira Maestro, mais les deux sont impuissants. John et Paul arrivent pour jouer l'accord qui piège Maestro, qui présage la venue de « Celui qui attend » au Docteur. La musique revient, et le Docteur et Ruby se lancent dans un numéro musical avant de partir dans le TARDIS. |         |                           |                       |                              |                     |                                   |          |
| 307 | 3       | BOUM                      | Julie Anne Robinson   | Steven Moffat                | 18 mai 2024         | 18 mai 2024                       | 3.58     |
| Après l'atterrissage du TARDIS sur la planète Kastarion 3 déchirée par la guerre, le Docteur marche accidentellement sur une mine terrestre. Le Docteur est obligé de rester debout sur la mine terrestre, de peur de risquer de la déclencher. Ruby et le Docteur conversent avec un I.A. reconstitution d'un soldat, John Francis Vater, récemment tué par une "ambulance" car son temps de récupération était jugé trop long. Le matériel de guerre est fabriqué par Villengard, qui contrôle ses produits avec un algorithme qui maximise le profit. La fille de Vater, Splice, et plus tard deux autres soldats, arrivent sur le champ de bataille. Dans la confusion qui s'ensuit, Ruby est mortellement blessée après qu'un des soldats l'ait prise pour une menace. Le Docteur explique aux soldats que la guerre a été faussement créée par l'algorithme, car il n'y a pas d'ennemis, et que les soldats ont plutôt combattu leur équipement contrôlé par Villengard, qui comprend les mines terrestres. Le Docteur envoie l'IA de Vater dans l'ambulance, servant de virus pour maîtriser l'algorithme, désactiver la mine et faire revivre Ruby par l'ambulance. Le conflit sur Kastarion 3 étant terminé, le Docteur et Ruby partent. |         |                           |                       |                              |                     |                                   |          |
| 308 | 4       | 73 Yards                  | Dylan Holmes Williams | Russell T Davies             | 25 mai 2024         | 25 mai 2024                       | 4.06     |
| Après avoir atterri au Pays de Galles, le Docteur brise accidentellement un cercle de fées contenant des messages mentionnant quelqu'un nommé "Jack le Fou", avant de disparaître soudainement. Ruby commence à être suivie par une femme mystérieuse qui, bien que semblant immobile, maintient une distance constante de 73 yards d'elle, soit 66,7 mètres. Quiconque s'approche de la femme s'enfuit d'elle et de Ruby avec peur. Les années passent et Ruby tente de maintenir une vie normale tout en étant suivie. En 2046, Ruby surprend un discours de campagne de Roger ap Gwilliam, que le Docteur avait précédemment mentionné comme ayant causé la destruction nucléaire après être devenu Premier ministre, dans lequel Roger se fait appeler "Jack le Fou". En infiltrant l'équipe électorale de Roger, Ruby est capable de positionner la femme à côté de Roger, ce qui l'amène à démissionner avec crainte du poste de Premier ministre. Plus de quarante ans plus tard, Ruby, désormais âgée, est approchée par la femme, avant d'être renvoyée dans le temps jusqu'à l'arrivée de Ruby jeune au Pays de Galles avec le Docteur. La Ruby âgée est capable d'influencer sa version jeune pour qu'elle avertisse le Docteur de ne pas briser le cercle des fées, empêchant ainsi sa disparition. |         |                           |                       |                              |                     |                                   |          |
| 309 | 5       | Œil et Cerveau Bulle      | Dylan Holmes Williams | Russell T Davies             | 1er juin 2024       | 1er juin 2024                     | 3.38     |
| Lindy Pepper-Bean est une citoyenne de Finetime, une communauté de jeunes adultes riches sur un monde extraterrestre colonisé dans une ville entourée de bulles et entourée de dangereux « bois sauvages ». Les habitants de Finetime vivent la vie à travers une interface de réseau social en forme de cerveau bulle, gérée par des sphères métalliques individuelles appelées Œils. Lindy remarque la disparition de plusieurs de ses amis. Le Docteur et Ruby apparaissent dans son cerveau bulle, l'avertissant d'un danger extrême. Laissant tomber le cerveau bulle, Lindy voit des créatures géantes ressemblant à des limaces mangeant les résidents. Le Docteur et Ruby ordonnent à Lindy de s'échapper via un conduit d'aération sous la ville et d'attendre le sauvetage de leurs familles de « Planète mère ». Elle rencontre un autre résident, Ricky September. Il apprend que la Planète mère a déjà été consommé. Le Docteur se rend compte que les Œils sont devenus sensibles et ont créé les limaces pour détruire les colons. Lorsque Lindy et Ricky sont attaqués, Lindy se sauve égoïstement et abandonne Ricky qui se fait tuer par l'Œil de Lindy. Les survivants refusent l'offre d'aide du Docteur par préjugé et choisissent de tenter leur chance dans les Bois Sauvages ce qui rend le Docteur énervé de la situation qui ne l'écoutent pas. |         |                           |                       |                              |                     |                                   |          |
| 310 | 6       | Rogue                     | Ben Chessell          | Kate Herron et Briony Redman | 8 juin 2024         | 8 juin 2024                       | 3.52     |
| Le Docteur et Ruby arrivent en Angleterre en 1813 et participent à une fête chic. Pendant que Ruby passe du temps avec Emily, l'une des invitées, le Docteur découvre Rogue, un chasseur de primes du futur traquant un Chuldur, un métamorphe qui prend la forme de ses victimes sous forme de cosplay, qu'il envisage de piéger et d'incinérer. Bien que Rogue pense en premier lieu que le Docteur est le métamorphe, ce dernier prouve que Rogue a tort et les deux développent une romance ; le Docteur convainc Rogue d'envoyer le Chuldur dans une dimension alternative au lieu de le tuer. Les deux développent une stratégie pour piéger les Chuldur, qui sont attirés par le drama ; ils dansent à la fête, et Rogue propose une bague au Docteur, mais ce dernier s'enfuit ; cela attire l'attention de quatre Chuldur à la fête. Le Docteur utilise le piège de Rogue pour attraper les Chuldurs, mais cela coince également Ruby, qui avait découvert qu'Emily était également une Chuldur et s'était faite passer pour elle auprès des autres Chuldur. Le Docteur ne parvient pas à se résoudre à activer le transport du piège, mais après un baiser avec Rogue, ce dernier attrape l'appareil, prend la place de Ruby et demande au Docteur de venir le retrouver avant d'activer le transport, l'emportant lui et les Chuldurs dans une autre dimension. Le Docteur, le cœur brisé, est réconforté par Ruby, et avant de partir, enfile la bague que Rogue lui avait offert après leur danse et regarde les étoiles avec un sourire.                                                                      |         |                           |                       |                              |                     |                                   |          |
| 311a | 7       | La Légende de Ruby Sunday | Jamie Donoughue       | Russell T Davies             | 15 juin 2024        | 15 juin 2024                      | 3.50     |
| Le Docteur et Ruby visitent le siège de UNIT pour enquêter sur la femme qu'ils ont vue au fil du temps. UNIT la connaît déjà : l'entrepreneuse technologique Susan Triad, dont Mel a infiltré le personnel. Le Docteur veut également identifier la mère biologique de Ruby. En utilisant la Fenêtre Temporelle de UNIT, le Docteur et Ruby entrent dans une projection 3D de la veille de Noël 2004, mais la mère de Ruby est inexplicablement obscurcie. Une entité apparaît et tue un officier de UNIT. Mel amène le Docteur à rencontrer Susan, qui révèle qu'elle a rêvé d'être les individus rencontré par le Docteur. UNIT découvre que l'entité a dissimulé une deuxième instance du TARDIS en 2004. En théorisant que l'entité entoure déjà de manière invisible le TARDIS, Kate Lethbridge-Stewart exige qu'elle se montre. L'analyste de UNIT, Harriet Arbinger, se révèle être une messagère d'un des dieux du Panthéon et livre un monologue troublant d'une voix démoniaque alors que l'entité se manifeste sous la forme d'un animal. Susan se transforme en une figure macabre et révèle que le nom "S TRIAD Technology" ou "Sue Tech", représente Sutekh, le dieu de la mort et un vieil ennemi du Docteur. Sutekh déclare son intention de tout tuer dans l'univers. |         |                           |                       |                              |                     |                                   |          |
| 311b | 8       | L'Empire de Mort          | Jamie Donoughue       | Russell T Davies             | 22 juin 2024        | 22 juin 2024                      | 3.69     |
| Sutekh révèle qu'il a attendu dans le TARDIS depuis sa première rencontre avec le Docteur, et qu'il a laissé une incarnation de Susan Triad partout où le Docteur a atterri depuis. Ces incarnations créent une tempête de poussière qui tue presque toute vie dans l'univers à chaque période, bien que le Docteur, Mel, et Ruby sont capables de s'échapper avec un "Memory TARDIS" générée par la fenêtre temporelle. Le trio se rend compte que Sutekh a également été incapable de percevoir la mère de Ruby et se rend dans une banque d'ADN dans un 2046 désolé, en espérant que cette anomalie conduira à vaincre Sutekh. Après avoir trouvé le nom de la mère de Ruby, Sutekh canalise son pouvoir pour tuer Mel, et utilise le TARDIS du Docteur pour les ramener en 2024. Ruby et le Docteur trompent Sutekh, volant le TARDIS et traînant le dieu à travers le temps et l'espace, provoquant la mort dans tous les endroits que lui et le Docteur ont visités, renversant la poussière, tempêtes et ramener tout le monde à la vie. Le Docteur jette ensuite Sutekh dans le vortex temporel, le séparant du TARDIS et le tuant. UNIT retrouve la mère de Ruby, une infirmière nommée Louise Miller qui s'est enfuie de chez elle lorsqu'elle est tombée enceinte à 15 ans. Les anomalies autour de l'héritage de Ruby étaient un sous-produit de la croyance du monde en elle comme un mystère. Ruby retrouve sa mère et l'emmène rencontrer les Sunday. Le Docteur insiste pour que Ruby reste sur Terre pour faire connaissance avec sa famille, et les deux partagent des adieux en larmes avant son départ. |         |                           |                       |                              |                     |                                   |          |

### Liste des épisodes

#### Spécial Noël:L'église de Ruby Road[15]
- Royaume-Uni : 25 décembre 2023 sur BBC One
- France : 25 décembre 2023 sur Disney+

- Audiences lendemain de diffusion : 4,73 millions
- Audiences consolidées +7 jours : 7,49 millions

Davina McCall

#### Épisode 1:Les Bébés de l'Espace[16]
- Royaume-Uni : 11 mai 2024 sur BBC One
- France : 11 mai 2024 sur Disney+

- Audiences lendemain de diffusion : 2,6 millions
- Audiences consolidées +7 jours : 4,01 millions

#### Épisode 2:L'Accord du Diable[17]
- Royaume-Uni : 11 mai 2024 sur BBC One
- France : 11 mai 2024 sur Disney+

- Audiences lendemain de diffusion : 2,4 millions
- Audiences consolidées +7 jours : 3,91 millions

Jinkx Monsoon

#### Épisode 3:BOUM[18]
- Royaume-Uni : 18 mai 2024 sur BBC One
- France : 18 mai 2024 sur Disney+

- Audiences lendemain de diffusion : 2,04 millions
- Audiences consolidées +7 jours : 3,58 millions

#### Épisode 4:73 Yards[19]
- Royaume-Uni : 25 mai 2024 sur BBC One
- France : 25 mai 2024 sur Disney+

- Audiences lendemain de diffusion : 2,62 millions
- Audiences consolidées +7 jours : 4,06 millions

#### Épisode 5:Œil et Cerveau Bulle[20]
- Royaume-Uni : 1er juin 2024 sur BBC One
- France : 1er juin 2024 sur Disney+

- Audiences lendemain de diffusion : 2,12 millions
- Audiences consolidées +7 jours : 3,38 millions

#### Épisode 6:Rogue[21]
- Royaume-Uni : 8 juin 2024 sur BBC One
- France : 8 juin 2024 sur Disney+

- Audiences lendemain de diffusion : 2,11 millions
- Audiences consolidées +7 jours : 3,52 millions

Jonathan Groff
Indira Varma

#### Épisode 7:La Légende de Ruby Sunday[22]
- Royaume-Uni : 15 juin 2024 sur BBC One
- France : 15 juin 2024 sur Disney+

- Audiences lendemain de diffusion : 2,02 millions
- Audiences consolidées +7 jours : 3,50 millions

Lenny Rush
Bonnie Langford
Yasmin Finney

#### Épisode 8:L'Empire de Mort[23]
- Royaume-Uni : 22 juin 2024 sur BBC One
- France : 22 juin 2024 sur Disney+

- Audiences lendemain de diffusion : 2,25 millions
- Audiences consolidées +7 jours : 3,69 millions

Lenny Rush
Bonnie Langford
Yasmin Finney

### Audiences
| N°      | Titre original            | Titre français            | Dates de diffusion | Audiences (en millions) | Audiences (en millions) | Audiences (en millions) |
| N°      | Titre original            | Titre français            | Dates de diffusion | Lendemain               | Consolidées             | Total                   |
| Spécial | Spécial                   | Spécial                   | Spécial            | Spécial                 | Spécial                 | Spécial                 |
| ------- | ------------------------- | ------------------------- | ------------------ | ----------------------- | ----------------------- | ----------------------- |
| 0       | The Church on Ruby Road   | L'église de Ruby Road     | 25 décembre 2023   | 4.73                    | 2.76                    | 7.49                    |
| Saison  |                           |                           |                    |                         |                         |                         |
| 1       | Space Babies              | Les Bébés de l'Espace     | 11 mai 2024        | 2.60                    | 1.41                    | 4.01                    |
| 2       | The Devil's Chord         | L'Accord du Diable        | 11 mai 2024        | 2.42                    | 1.49                    | 3.91                    |
| 3       | BOOM                      | BOUM                      | 18 mai 2024        | 2.04                    | 1.54                    | 3.58                    |
| 4       | 73 Yards                  | 73 Yards                  | 25 mai 2024        | 2.62                    | 1.44                    | 4.06                    |
| 5       | Dot and Bubble            | Œil et Cerveau Bulle      | 1er juin 2024      | 2.12                    | 1.26                    | 3.38                    |
| 6       | Rogue                     | Rogue                     | 8 juin 2024        | 2.11                    | 1.41                    | 3.52                    |
| 7       | The Legend of Ruby Sunday | La Légende de Ruby Sunday | 15 juin 2024       | 2.02                    | 1.48                    | 3.50                    |
| 8       | Empire of Death           | L'Empire de Mort          | 22 juin 2024       | 2.25                    | 1.44                    | 3.69                    |

### Doctor Who: Unleashed
Depuis le Children In Need Destination: Skaro, chaque nouvel épisode de Doctor Who est accompagnée d'un épisode dit "Unleashed", une émission complémentaire en coulisses sur BBC Three. Adoptant un format similaire à Doctor Who: Confidential, Unleashed suit chaque nouvel épisode de la série avec un épisode de 30 minutes sur BBC Three, animé par l'ancien présentateur de Newsbeat, Steffan Powell. La série a été annoncée le 27 septembre 2023 après que des rapports précis sur l'émission aient fait surface l'année précédente.